# Le ere di Apocalisse
Le ere di Apocalisse (Apocalypse: The Twelve) è un crossover che intreccia le testate Cable (vol. 1), Uncanny X-Men (vol. 1), X-Man (vol. 1), X-Men (vol. 2) e Wolverine (vol. 1), utilizzando come prologo la miniserie Astonishing X-Men. Pubblicato dalla Marvel Comics fra il gennaio e il febbraio 2000, la trama riporta in scena il malvagio Apocalisse alla ricerca di un nuovo corpo ospite in grado di incanalare l'energia di dodici potenti mutanti che gli garantisca il dominio sul mondo.

## Storia editoriale
Il mito dei Dodici ebbe inizio quando una giovane mutante di nome Tanya Trask (figlia di Bolivar Trask e più tardi nota come Madame Sanctity) si perse nel flusso temporale. Soccorsa da Rachel Summers, al tempo conosciuta come Madre Askani, venne portata nel suo futuro governato dal pugno di ferro di Apocalisse e decise di cambiarlo ritornando indietro nel tempo a tre anni prima che si formassero i primi X-Men. A dispetto degli avvertimenti di Madre Askani, Tanya riuscì a installare nel Master Mold creato dal padre un programma chiamato "I Dodici" prima di essere fermata da Rachel.
Anni dopo, in Alaska Ciclope fu attaccato da Master Mold che lo etichettò come uno dei Dodici e tentò di ucciderlo. Master Mold fu fermato, ma prima rivelò i nomi di altri mutanti possibili membri dei Dodici come Xavier, Apocalisse, Tempesta, Jean Grey e Franklin Richards.
Sopravvissuto allo scontro Master Mold attentò alla vita di Franklin Richards, allora membro di Power Pack, rivelando la vera natura dei Dodici: "una dozzina di mutanti che un giorno si solleveranno guidando in guerra tutto il genere mutante contro gli homo sapiens, al crepuscolo della Terra". Rivelati altri possibili candidati (Cannonball, Psylocke e Danielle Moonstar), fu infine fermato.
Fu Apocalisse in persona a proclamare che oltre se stesso fra i Dodici si potevano contare gli originali cinque X-Men, Xavier, Tempesta, Cannonball e Cable.

## Trama
Sospettando di avere un impostore fra i ranghi, Xavier decide di sciogliere gli X-Men che si dividono in giro per il mondo: Rogue e Shadowcat si trovano a proteggere Mystica dall'esercito giapponese e proprio mentre la prima dà battaglia a Sole Ardente, Kitty rinviene uno dei diari di Destiny con all'interno la predizione della distruzione del mondo ad opera dei Dodici. Richiamati tutti gli X-Men alla base, Xavier rivela loro della morte di Wolverine per mano del cavaliere Morte avvenuta mentre proteggeva i piccoli Manniti. Per scoprire l'identità della talpa, dà il via all'insaputa di tutti ad una seduta telepatica in cui gli X-Men si fronteggiano tra loro uccidendosi e poiché incapace di risalire alla verità li riporta alla realtà rivelando il suo piano. Scoperto che il DNA di Wolverine non combacia con i campioni di laboratorio, Bestia inietta nel cadavere un siero che lo riporta al suo aspetto originale di Skrull tra la sorpresa dei presenti.
Nel frattempo Cable riceve la visita di Rachel che trasporta la sua mente in uno dei possibili futuri governati da Apocalisse in cui l'umanità è governata col pugno di ferro e i pochi ribelli si nascondono nel sottosuolo. Al termine dell'esperienza la ragazza rivela al fratello l'identità dei Dodici e gli propone di radunarli tutti per combattere assieme contro il malvagio.
A Graymalkin Lane Xavier s'interroga su dove nella galassia il vero Wolverine può essere tenuto prigioniero dagli Skrull, mentre Nightcrawler rivela a Ciclope e Jean Grey dello strano comportamento di Polaris convinta che Havok sia ancora vivo. Sfruttando la debolezza della ragazza, gli Skrull fanno assumere ad uno di loro le sembianze del suo fidanzato e lo inviano da lei con lo scopo di recuperare il costume di Havok, ma il piano prende una nuova direzione quando l'agente decide di rapire Lorna perché una dei Dodici e la porta con sé al quartier generale in Egitto dove il congegno mimetizzante finisce il suo effetto e Polaris riprende l'aspetto di Ciclope poco prima che gli X-Men assaltino il luogo seguendo la sua bio-firma. All'insaputa di tutti, Morte fa il suo ingresso in scena con l'intento di far esplodere la base ma viene ostacolato da Marrow e Colosso che ne rimuovono l'elmetto scoprendo che altri non è se non Wolverine che riesce a fuggire prima della detonazione.
A San Francisco, da un antico sarcofago imbarcato su una nave cargo fuoriesce Calibano trasformato da Apocalisse nel cavaliere Pestilenza con l'unico obiettivo di uccidere Cable che viene però soccorso da X-Force. Nel mezzo dello scontro Pestilenza sente l'impulso di allontanarsi dal campo di battaglia recandosi alla mostra egizia dove incontra la Shi'ar Deathbird al servizio di Apocalisse come il cavaliere Guerra. Penetrati anche loro nel museo, Cable ed X-Force si scontrano di Guerra e i suoi seguaci dando il tempo a Pestilenza di infettare le menti di Warpath e Sunspot costringendo Cable a ricorrere alla sua telepatia per salvare i due rimanendo così intrappolato nel piano astrale mentre il suo corpo viene rapito.
Mentre Morte viene mandato ad uccidere Hulk perché indegno di vivere nella futura era di Apocalisse, un flashback del suo recente passato mostra di come gli Skrull sostituirono uno dei loro al vero Wolverine quando gli X-Men erano loro prigionieri. Messo di fronte alla scelta se divenire Morte o permettere a Sabretooth di esserlo, Wolverine si scontra col suo vecchio rivale riuscendo nuovamente a batterlo guadagnandosi così il titolo. Per rendere ancora più letale il suo cavaliere, Apocalisse in persona dà il via ad un procedimento tramite il quale l'adamantio nelle ossa di Sabretooth viene infuso nello scheletro di Wolverine. Di nuovo nel presente, Morte esita a dare il colpo di grazia ad Hulk che riesce a fuggire.
Nell'astronave dei Celestiali Cable si risveglia in catene al cospetto di Apocalisse che gettandogli ai piedi la sua Psimitarra gli comunica che non è più degno di essere il suo rivale. Sfruttando l'ignoranza del nemico appena si allontana Cable incanala i suoi poteri nell'arma riuscendo a liberarsi e scontrandosi però prima con Morte e poi con Apocalisse. Riuscito quasi a fuggire, viene costretto a tornare indietro quando il cavaliere minaccia la vita di Pestilenza.
Mentre in Egitto seguaci di Apocalisse e Skrull riportano in vita il Monolito Vivente, a Greymalkin Lane uno Skrull mutante membro di una minoranza sfruttata chiede aiuto agli X-Men rivelando i piani della sua specie e una alleanza con un misterioso personaggio. Risvegliatosi dal coma con il frastuono dello scontro con lo Skrull, Mikhail Rasputin parla di uno strano sogno in cui un dio oscuro risorge. Infuriata per il furto del costume di Havok, Polaris interroga lo Skrull senza successo; contemporaneamente in Egitto Apocalisse dimostra il suo controllo sul Monolito attenuandone i poteri grazie ad un interruttore collegato al costume di Havok che ora indossa e che ne gestisce i poteri grazie all'innesto di DNA fra i due effettuato anni addietro da Sinistro. Riuscito infine a decifrare parte del diario di Destiny, Xavier rivela ai suoi l'identità di undici dei Dodici prima di partire alla ricerca dell'ultimo componente. Magneto accetta di ricevere Xavier dopo essersi fatto potenziare dall'Accolito Fabian Cortez e, ascoltato il resoconto degli eventi, mette da parte le divergenze d'opinione per allearsi con il vecchio amico contro la minaccia comune; all'altro capo del mondo, intanto, Sole Ardente viene rapito da Ahab trasformato nel cavaliere Carestia, Uomo Ghiaccio e Mikhail vengono fatti prigionieri rispettivamente da Guerra e Morte. Poiché Ciclope riesce a distruggere il dispositivo teleportante sul suo polso, Morte è costretto a fuggire sfruttando i tunnel dei Morlock inseguito da Shadowcat, Arcangelo, Jubilee e Nightcrawler in contatto telepatico con Psylocke. Riusciti a far riemergere la personalità del vero Wolverine, nei cieli di NYC Pestilenza rapisce X-Man sotto il naso dei Fantastici Quattro.
L'arrivo degli X-Men in Egitto e la comparsa di Alfiere dal flusso temporale sono gli ultimi tasselli che permettono ad Apocalisse di dare il via al suo piano: utilizzando le capacità metamorfiche degli Skrull e una serie di trappole vengono catturati Ciclope, Jean, Magneto, Polaris, Tempesta, Xavier e Alfiere gli ultimi componenti dei Dodici che incanaleranno la loro energia attraverso il Monolito permettendo all'anima del malvagio di lasciare il suo vecchio corpo per trasferirsi in quello di X-Man dotato di enormi poteri. Durante tale trasferimento, le gabbie di contenimento dei Dodici si distruggono e gli X-Men cercano d'interrompere il collegamento fra il Monolito e Apocalisse riuscendo a far fallire il suo piano quando Ciclope si frappone fra il malvagio ed X-Man permettendogli di prendere possesso del suo corpo e fondendosi in un unico essere dando così inizio alle Ere di Apocalisse ovvero una serie di dimensioni parallele in cui Apocalisse cerca di riprendere l'energia sufficiente a completare la transizione.
- Una giovane Jean Grey mette piede per la prima volta alla Scuola Xavier per giovani dotati incontrando il suo fondatore Charles Xavier e il gruppo di X-Men formato da Bestia, Uomo Ghiaccio, Tempesta e Gambit proprio mentre in TV viene trasmesso l'attacco di Magneto e Polaris ad una base dell'esercito. Rinvenuto il segnale di un nuovo mutante, il gruppo si reca in un circo in cui fa la conoscenza di Colosso prima che un ragazzo capace di emettere raggi ottici venga preso a botte dalla folla costringendoli ad intervenire. Jean comprende che c'è qualcosa di sbagliato e mentre cerca di avvertire i compagni, compare la nuova forma di Apocalisse che impone un cambio di realtà.
- Cable e la sua esigua resistenza al regime del Monolito Vivente si dirigono infine alle piramidi in cui è situato il quartier generale del nemico. Arrivati i rinforzi sotto forma degli eserciti guidati da Magneto, Sole Ardente e Tempesta il gruppo decide di attaccare sfruttando il favore delle tenebre, cadendo però in una trappola. Accortosi dell'inganno di Apocalisse attraverso flashback del passato, Cable rinuncia a quella dimensione.
- Wolverine, Ghost Rider, Uomo Ragno e Hulk sono i nuovi Fantastici Quattro dopo la morte degli originali. Sfruttando la situazione, Destino distrugge buona parte di Washington D.C. uccidendo il presidente Kelly, costringendo il quartetto ad intervenire per scoprire che in realtà si tratta di un Doombot agli ordini di Arnim Zola. Fatta esplodere la bomba che il malvagio aveva piazzato ed uccidendolo (presumibilmente), il gruppo scopre con apprensione che Graydon Creed è in procinto di insediarsi come nuovo presidente.
- Gli X-Men Wolverine, Tempesta, Fenice, Rogue, Cable, Uomo Ghiaccio e Siphon si battono sulla Zona blu della Luna contro l'avanguardia dell'impero Shi'ar, costituita dai cavalieri Guerra (Deathbird), Pestilenza (Calibano), Carestia (Ahab) e Morte (Erik il Rosso), decisa a conquistare la Terra. Mentre Excalibur riesce a mettere fuori gioco due cavalieri, l'armata Skrull guidata da Xavier riesce a distruggere la flotta Shi'ar e l'illusione di Fenice Nera creata da Mastermind disperde il resto degli invasori facendo guadagnare un altro giorno alla Terra.
- In un distante futuro, gli X-Men hanno allargato la loro influenza su diverse galassie permettendo ad altre specie di entrare fra i loro ranghi. Utilizzando la dialettica per risolvere crisi di enorme portata hanno stabilito il loro quartier generale sul mondo X dove coloro che sono rimasti in vita della vecchia guardia si riuniscono per incontrare per l'ultima volta Xavier affetto da una forma di Legacy incurabile che però potrebbe risentire in modo benefico dell'effetto di un antico macchinario scoperto dagli Skrull e che richiede l'energia di dodici individui per funzionare. Accortosi dell'inganno, Xavier cerca di fermare i suoi pupilli, ma arriva troppo tardi perché Apocalisse si manifesta rivelando il suo piano e facendo ritornare tutti nella dimensione di origine. Sfruttando il legame telepatico con Ciclope, Jean si accorge degli sforzi del marito per indebolire il malvagio e ferma la mano di Cable quando sta per sferrare il colpo di grazia permettendogli di fuggire assieme al Monolito. Unica a credere alla sopravvivenza dell'amato, Jean abbandona gli X-Men per andare alla ricerca di Ciclope.

## I Dodici
- Magneto e Polaris rappresentano i poli magnetici opposti che controllano il flusso delle energie.
- Sole Ardente, Tempesta e Uomo Ghiaccio rappresentano le forze della natura a livello elementale.
- Ciclope, Jean e Cable rappresentano la famiglia (padre, madre e figlio), scelti a causa della potente discendenza Summers-Grey.
- Alfiere e Mikhail Rasputin rappresentano rispettivamente il tempo e lo spazio.
- Xavier rappresenta la mente.
- Il Monolito Vivente rappresenta il condotto attraverso cui convogliare l'energia e la terra che cadrà sotto il controllo di Apocalisse.
- X-Man è l'unico a non far parte dei Dodici, ma prescelto per diventare il nuovo ospite di Apocalisse.